# Renato De Manzano
Renato De Manzano (Trieste, 19 marzo 1909 – Trieste, 25 settembre 1968) è stato un calciatore italiano, di ruolo centrocampista.

## Carriera
Cresciuto nella Ponziana, passa alla Triestina e successivamente allo Spezia Calcio per svolgere il servizio militare nella città ligure. Torna alla Triestina ed esordisce in Serie A il 6 ottobre 1929 in Triestina-Torino (0-1).
Ha giocato in massima serie anche con le maglie di Ambrosiana Inter, Palermo e Milan. Disputa due stagioni a Lodi con il Fanfulla ed una con la Cremonese. Milita infine nuovamente nella Ponziana, fino al 1942.

## Palmarès

### Club

#### Competizioni nazionali
- Serie C: 1

Fanfulla: 1937-1938